# نرگس آبیار
نرگس آبیار (زاده ۶ اسفند ۱۳۵۰) نویسنده، کارگردان و فیلمنامه‌نویس ایرانی است.

## زندگی و حرفه

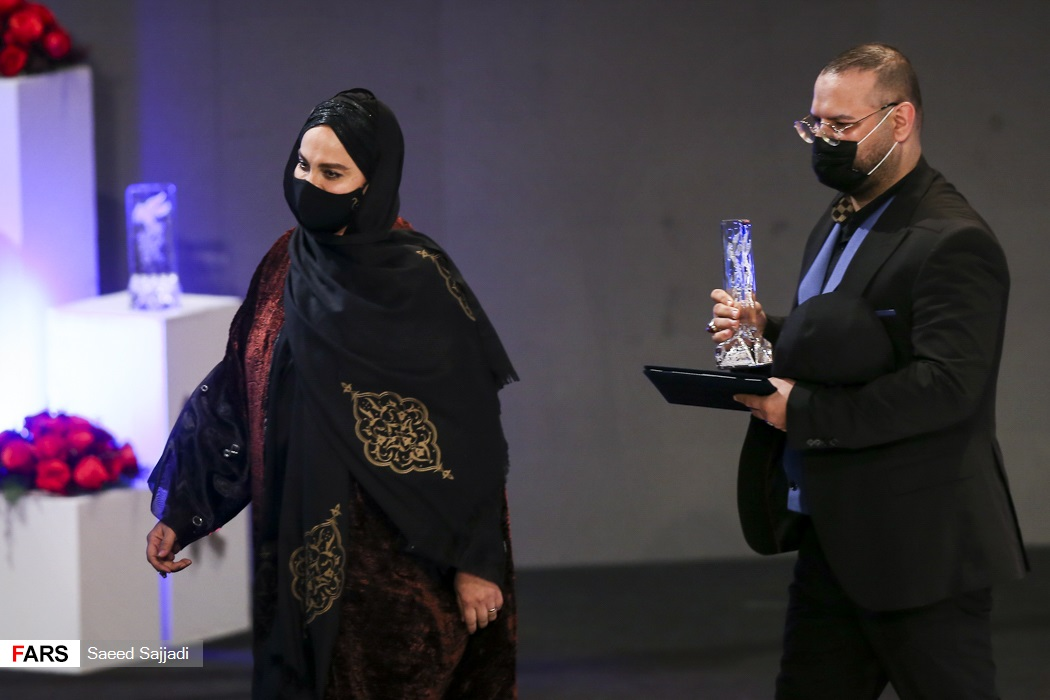
نرگس آبیار کارگردان فیلم ابلق، برنده سیمرغ بلورین بهترین فیلم از نگاه تماشاگران به همراه تهیه‌کننده فیلم و همسرش

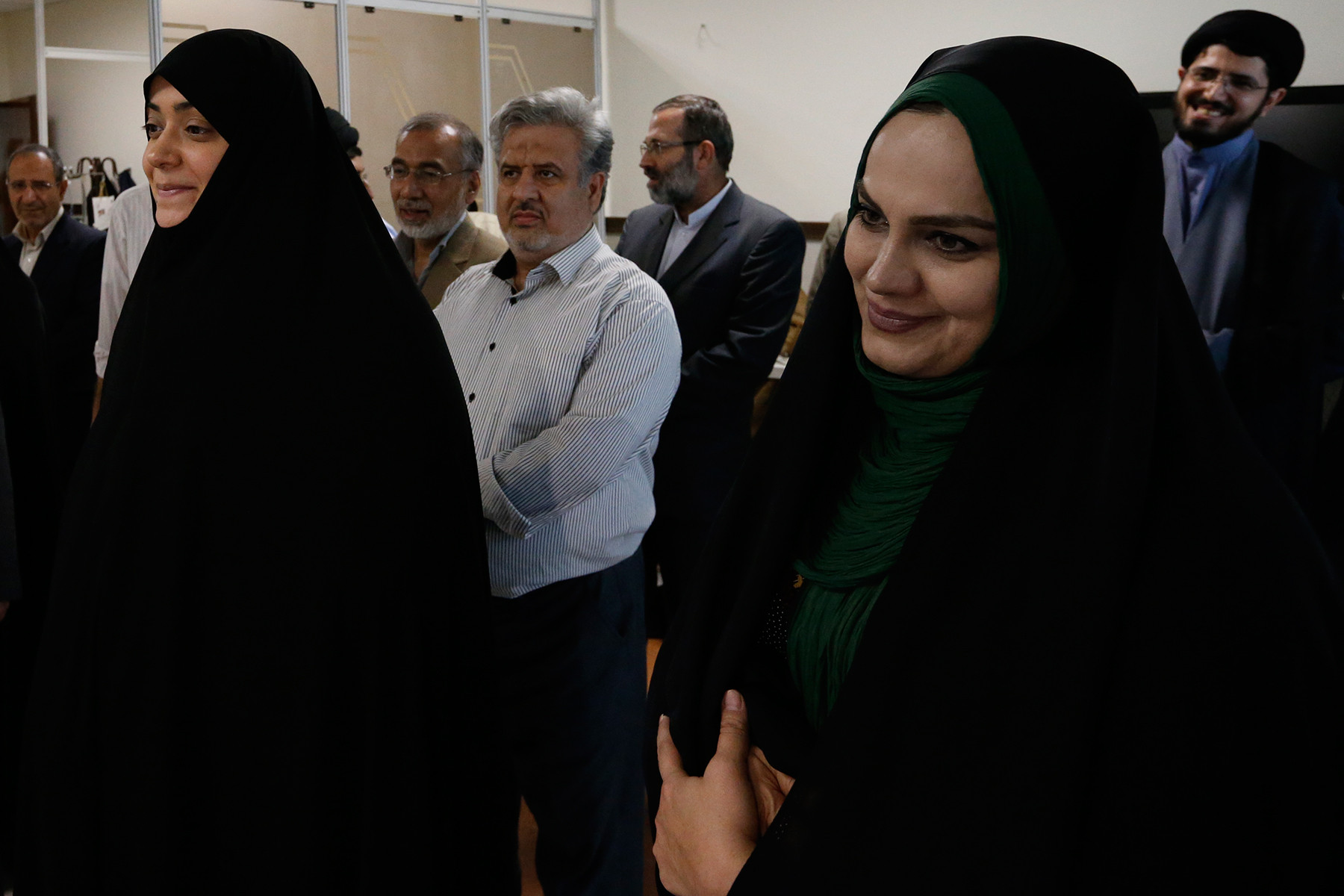
آبیار در کنار الهام چرخنده در ملاقات با سید علی خامنه‌ای پس از عمل جراحی وی

آبیار دانش‌آموختهٔ رشتهٔ ادبیات فارسی است و داستان‌نویسی را از سال ۱۳۷۶ آغاز کرد. آثاری برای نوجوانان پدیدآورده و مجموعه داستان‌های دو خط (سال ۱۳۷۸) و قصهٔ زنی که همه‌اش یأس‌های فلسفی داشت (سال ۱۳۸۱) و رمان‌های عروس آسمان (سال ۱۳۷۹)  — دربارهٔ زندگی رابعهٔ عدویه — و کوه روی شانه‌های درخت (سال ۱۳۸۲) را برای بزرگسالان نوشت؛ رمان اخیر که مضمونی دربارهٔ جنگ ایران و عراق دارد، برندهٔ جایزهٔ هشتمین «جشنوارهٔ کتاب دفاع مقدّس» شده است.
او پنج فیلم‌نامه بلند سینمایی را نیز در کارنامهٔ ادبی خود دارد. از سال ۱۳۸۴ به ساخت فیلم‌های کوتاه و مستند روی آورد که نخستین تجربهٔ او، بن‌بست مهربان، برنده بهترین فیلم کوتاه داستانی از جشنواره ستایش شد و دربخش مسابقه چند جشنواره بین‌المللی نیز به نمایش درآمد.
آبیار در سال ۱۳۹۹ به عضویت در آکادمی علوم و هنرهای سینما درآمد. تعدادی از فیلم‌سازان، هنرمندان و فعالان سیاسی ایرانی در شبکه‌های اجتماعی با طرح موضوع نزدیکی او به حکومت و وزارت اطلاعات نسبت به عضویت آبیار در این آکادمی اعتراض کردند. اما روزنامه همدلی در واکنش نوشت که آبیار در میان اصول‌گرایان محبوبیت چندانی نداشته، و او در برنامه هفت به یاد می‌آورد که پس از دیدار با رئیس‌جمهور سابق سید محمد خاتمی، با واکنش‌های تند برخی رسانه‌ها و شخصیت‌های جناح اصول‌گرا مواجه شد. این روزنامه اضافه کرد که او از امضاکنندگان بیانیه سینماگران در اعتراض به رخدادهای آبان ۱۳۹۸ بود و این اقدام باعث شد تا به دادسرای فرهنگ و رسانه احضار شود.
آبیار در هجدهمین دوره جشنواره بین‌المللی سینمای مسلمان کازان که در شهریور ۱۴۰۱ برگزار شد، به‌عنوان یکی از اعضای هیئت داوران حضور داشت.

## آثار

### فیلم‌های بلند
| سال  | نام                                           | کارگردان | فیلم‌نامه‌نویس |
| ---- | --------------------------------------------- | -------- | ------------ |
| ۱۳۹۱ | اشیا از آنچه در آینه می‌بینید به شما نزدیکترند | آری      | آری          |
| ۱۳۹۲ | شیار ۱۴۳                                      | آری      | آری          |
| ۱۳۹۴ | نفس                                           | آری      | آری          |
| ۱۳۹۷ | شبی که ماه کامل شد                            | آری      | آری          |
| ۱۳۹۹ | ابلق                                          | آری      | آری          |

### فیلم‌های کوتاه و مستند
- بن‌بست مهربان (داستانی ۱۳۸۵)
- روایت یک داستان باورکردنی (داستانی ۱۳۸۶)
- یک روز پس از دهمین روز (مستند ۱۳۸۶) (برنده بهترین مستند جشنواره اسماعیلیه مصر- جایزه بزرگ جشنواره باتومی گرجستان[۵]- جایزه موفقیت سینمایی جشنواره آزا یونان- دیپلم افتخار از جشنواره ایوگانی ایتالیا- بهترین مستند همایش تصویر عاشورا و شرکت در سی و پنج جشنواره جهانی
- روز پایان (مستند ۱۳۸۷) (جایزه بهترین مستند نیمه بلند جشنواره سینما حقیقت)
- مادرِشهر (مستند ۱۳۸۷)
- ناسور (داستانی ۱۳۸۸) (جایزه بهترین فیلم کوتاه جشنواره دفاع مقدس- بهترین فیلم جشنواره سه دهه حضور- حضور در جشنواره پلانت فوکوس یونان و داکا بنگلادش)
- شیرپوشان (مستند ۱۳۸۹) (نامزد دریافت جایزه بهترین مستند جشنواره گراندآف لهستان)

### مجموعهٔ نمایش خانگی
| سال  | عنوان       | کارگردان | فیلم‌نامه‌نویس |
| ---- | ----------- | -------- | ------------ |
| ۱۴۰۳ | بامداد خمار | آری      |              |
| ۱۴۰۴ | سووشون      | آری      | —            |

## جوایز
| سال  | جشنواره                                           | بخش                           | اثر                                           | نتیجه    | جایزه             | منبع  |
| ---- | ------------------------------------------------- | ----------------------------- | --------------------------------------------- | -------- | ----------------- | ----- |
| ۲۰۱۳ | جشنواره بین‌المللی فیلم شانگهای چین                | جایزه استعدادهای جدید آسیایی  | اشیا از آنچه در آینه می‌بینید به شما نزدیکترند | نامزدشده |                   |       |
| ۲۰۱۵ | جشنواره فیلم کرتل زنان فرانسه                     | بهترین کارگردانی              | اشیا از آنچه در آینه می‌بینید به شما نزدیکترند | برنده    |                   |       |
| ۲۰۱۵ | جشنواره فیلم والاکولومسکی روبژ روسیه              | جایزه ویژه هیئت داوران        | شیار ۱۴۳                                      | برنده    |                   | [ ۶ ] |
| ۲۰۱۶ | جشنواره بین‌المللی فیلم داکا بنگلادش               | بهترین فیلمساز زن             | شیار ۱۴۳                                      | برنده    |                   |       |
| ۲۰۱۶ | جشنواره فیلم شب‌های سیاه تالین استونی              | بهترین کارگردانی              | نفس                                           | برنده    | جایزه هیئت داوران |       |
| ۲۰۱۷ | جشنواره فیلم زنان ونکوور کانادا                   | بهترین کارگردانی              | نفس                                           | برنده    |                   |       |
| ۱۳۹۵ | دهمین جشن انجمن منتقدان و نویسندگان سینمایی ایران | بهترین کارگردانی              | نفس                                           | نامزدشده |                   | [ ۷ ] |
| ۱۳۹۵ | دهمین جشن انجمن منتقدان و نویسندگان سینمایی ایران | بهترین فیلمنامه               | نفس                                           | نامزدشده |                   | [ ۷ ] |
| ۱۳۹۷ | سی و هفتمین جشنواره فیلم فجر                      | بهترین کارگردانی              | شبی که ماه کامل شد                            | برنده    | سیمرغ بلورین      | [ ۸ ] |
| ۱۳۹۷ | سی و هفتمین جشنواره فیلم فجر                      | بهترین فیلم از نگاه تماشاگران | شبی که ماه کامل شد                            | نامزدشده | سیمرغ بلورین      | [ ۸ ] |
| ۱۳۹۷ | سی و هفتمین جشنواره فیلم فجر                      | بهترین فیلمنامه               | شبی که ماه کامل شد                            | نامزدشده | سیمرغ بلورین      | [ ۸ ] |
| ۱۳۹۷ | بیست و یکمین جشن سینمای ایران                     | بهترین کارگردانی              | شبی که ماه کامل شد                            | نامزدشده | تندیس خانه سینما  |       |
| ۲۰۱۹ | جشنواره فیلم شب‌های سیاه تالین استونی              | بهترین فیلم                   | شبی که ماه کامل شد                            | نامزدشده | جایزه بزرگ        |       |
| ۲۰۱۹ | جشنواره فیلم شب‌های سیاه تالین استونی              | بهترین کارگردانی              | شبی که ماه کامل شد                            | نامزدشده |                   |       |
| ۲۰۱۹ | جشنواره فیلم شب‌های سیاه تالین استونی              | جایزه تماشاگران               | شبی که ماه کامل شد                            | برنده    |                   |       |
| ۱۳۹۹ | بیستمین جشن حافظ                                  | بهترین کارگردانی              | شبی که ماه کامل شد                            | نامزدشده | تندیس حافظ        |       |
| ۱۳۹۹ | بیستمین جشن حافظ                                  | بهترین فیلمنامه               | شبی که ماه کامل شد                            | برنده    | تندیس حافظ        |       |
| ۱۳۹۹ | سی و نهمین جشنواره فیلم فجر                       | بهترین کارگردانی              | ابلق                                          | نامزدشده | سیمرغ بلورین      | [ ۹ ] |
| ۱۳۹۹ | سی و نهمین جشنواره فیلم فجر                       | بهترین فیلم از نگاه تماشاگران | ابلق                                          | برنده    | سیمرغ بلورین      | [ ۹ ] |

- فیلم سینمایی «شیار۱۴۳»(۱۳۹۲)
  - دریافت سیمرغ بلورین ویژه هیئت داوران در سی و دومین جشنواره بین‌المللی فیلم فجر
  - جایزه بهترین فیلمساز زن از جشنواره جیپور هند ۲۰۱۶
- «نفس» (۱۳۹۴)
  - دریافت سیمرغ زرین بهترین فیلم بخش ملی سی و چهارمین جشنوارهٔ فیلم فجر
  - جایزه ویژه هیئت داوران برای بهترین فیلم با موضوع انقلاب اسلامی از چهاردهمین جشنواره فیلم مقاومت
- (شبی که ماه کامل شد) ۱۳۹۷
  - کمپانی تلویزیونی و رسانه‌ای «hum network limited» پاکستان، جایزه زنان برتر و موفق جهان اسلام را در تاریخ ۲۹ بهمن ۱۳۹۸ (برابر با ۱۸ فوریه ۲۰۲۰) به نرگس آبیار اهدا کرد.